# Ocellularia rhodostroma
Ocellularia rhodostroma är en lavart som först beskrevs av Camille Montagne och som fick sitt nu gällande namn av Alexander Zahlbruckner 1923. 
Ocellularia rhodostroma ingår i släktet Ocellularia och familjen Thelotremataceae. Inga underarter finns listade i Catalogue of Life.